# Fasady
Fasady – szósty album studyjny polskiego zespołu rockowego Lipali, wydany 20 listopada 2015 przez Presscom w dystrybucji Universal Music Polska. To pierwsza płyta w składzie czteroosobowym zespołu, po dołączeniu w 2015 r. do grupy Romana Bereźnickiego. Album promowały single "Ludzie 1.2" i "Kawy dwie".
Album dotarł do 7. miejsca polskiej listy przebojów – OLiS.

## Lista utworów
1. "Ludzie 1.2" - 5:48
2. "A gdyby tak…" - 3:55
3. "Kumulacja" - 4:50
4. "Sunrise" - 3:44
5. "Wolność" - 3:12
6. "Krajobrazy bez człowieka" - 4:40
7. "Tuż za twoim progiem" - 4:15
8. "Wschód" - 5:07
9. "Lava Love" - 4:29
10. "Kawy dwie" - 5:05
11. "Chłopcy" - 3:28